# ジロ・デ・イタリア 1952
ジロ・デ・イタリア 1952(Giro d'Italia 1952) は、自転車による競走である「ジロ・デ・イタリア」の35回目のレースである。1952年5月17日から6月8日まで全20区間、全行程3,964kmで行われた。

## 結果
ファウスト・コッピが4回目の総合優勝を果たした。その後、コッピは同年のツール・ド・フランスも制覇した。2度目のダブルツールを達成した。

### 総合成績
|    | 選手名                       | 国籍     | 時間            |
| -- | ---------------------------- | -------- | --------------- |
| 1  | ファウスト・コッピ           | イタリア | 114時間36分34秒 |
| 2  | フィオレンツォ・マーニ       | イタリア | +9分18秒        |
| 3  | フェルディナント・キュプラー | スイス   | +9分24秒        |
| 4  | ドナート・ツァンピーニ       | イタリア | +10分29秒       |
| 5  | ジーノ・バルタリ             | イタリア | +10分33秒       |
| 6  | スタン・オッカー             | ベルギー | +10分58秒       |
| 7  | ジャンカルロ・アストルア     | イタリア | +14分30秒       |
| 8  | ユーゴ・コブレ               | スイス   | +14分38秒       |
| 9  | ラファエル・ジェミニアーニ   | フランス | +16分44秒       |
| 10 | ジョルジョ・アルバーニ       | イタリア | +18分44秒       |

### マリア・ローザ保持者
| 選手名                   | 国籍     | 首位区間  |
| ------------------------ | -------- | --------- |
| ジョルジョ・アルバーニ   | イタリア | 第1       |
| アンジェロ・コンテルノ   | イタリア | 第2       |
| ニーノ・デフィリッピス   | イタリア | 第3-第4   |
| ジャンカルロ・アストルア | イタリア | 第5-第9   |
| ファウスト・コッピ       | イタリア | 第10-最終 |

### 山岳賞結果
| 山岳賞 | ラファエル・ジェミニアーニ |
| 2位    | ファウスト・コッピ         |
| 3位    | ジーノ・バルタリ           |